# Apostolisches Vikariat Aleppo

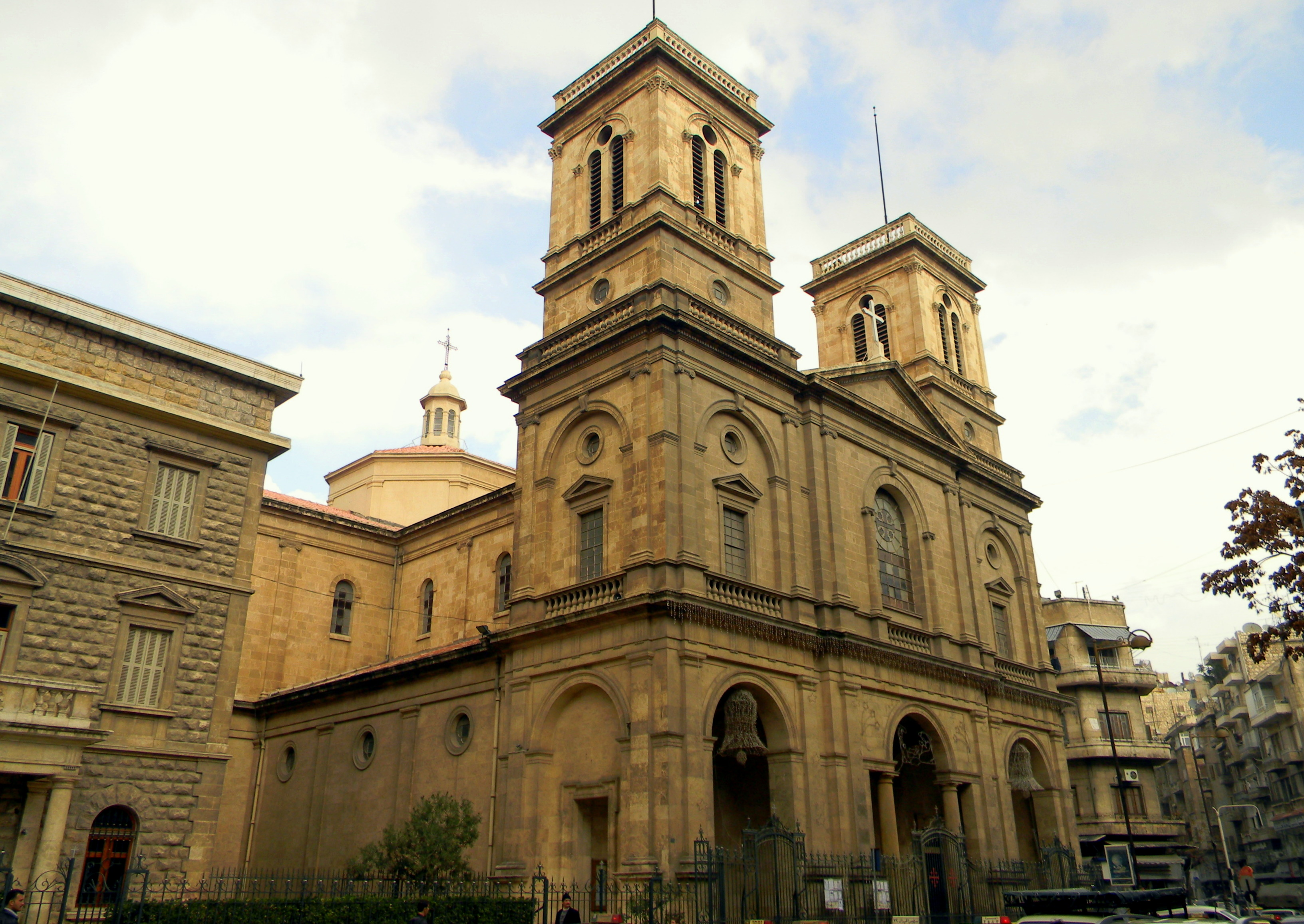
Die frühere Franziskus-von-Assisi-Kathedrale Aleppo

Das Apostolische Vikariat Aleppo (lat.: Apostolicus Vicariatus Aleppensis) ist ein in Syrien gelegenes römisch-katholisches Apostolisches Vikariat mit Sitz in Aleppo.

## Geschichte
Das Apostolische Vikariat wurde am 27. Juni 1762 durch Clemens XIII. aus dem Apostolischen Vikariat Konstantinopel heraus gegründet. Es umfasste damals den gesamten Nahen Osten und Nord- und Zentralafrika. 1817 änderte es seinen Namen auf Apostolisches Vikariat Syrien, Ägypten, Arabien und Zypern. 1839 gab das Apostolische Vikariat den größten Teil seines Territoriums zur Gründung des Apostolischen Vikariats Ägypten und Arabien (Ägypten, Sudan, Arabien, Tansania) und der Apostolischen Präfektur Abessinien (Äthiopien, Eritrea, Dschibuti) ab. Nach der Rückbenennung in Aleppo gab das Vikariat am 4. Oktober 1847 einen Teil seines Territoriums zur Neugründung des Patriarchats Jerusalem (Palästina, Israel, Jordanien, Zypern) ab. Am 4. Juni 1953 wurde das Gebiet des Libanon abgetrennt und das selbstständige Apostolische Vikariat Beirut errichtet. Heute umfasst das Apostolische Vikariat Aleppo alle Gläubigen des Römischen Ritus in ganz Syrien.
Kathedrale des Vikariats war von 1937 bis 2011 die Franz-von-Assisi-Kirche in Aleppo. Am 15. Januar 2011 wurde die neue Jesuskind-Kathedrale in Aleppo geweiht.

## Apostolische Vikare
- Aloisio Gandolfi CM (1818–1825)
- Jean-Baptiste Auvergne (1833–1836) (auch Apostolischer Delegat in Syrien und Ägypten)
- Giuiseppe Angelo di Fazio OFMCap (1837–1838) (auch Apostolischer Delegat in Syrien)
- Paolo Brunoni (1853–1869) (auch Apostolischer Delegat in Syrien und später Patriarch von Antiochien)
- Luigi Piavi (Biavi) OFM (1876–1889) (auch Apostolischer Delegat in Syrien und später Patriarch von Jerusalem)
- Pietro Gonzalez Carlo Duval OP (1895– ) (auch Apostolischer Delegat und Nuntius in Syrien ab 1896)
- Frediano Giannini OFM (1905–1936)
- Bonaventure Akiki OFM (1973–1979) (Apostolischer Administrator von 1967 bis 1973)
- Guerino Dominique Picchi OFM (1980–1992)
- Armando Bortolaso SDB (1992–2002)
- Giuseppe Nazzaro OFM (2002–2013)
- Georges Abou Khazen OFM (2013–2022)
- Hanna Jallouf (seit 2023)